# Le Repas fantastique (film, 1900)
Pour les articles homonymes, voir Le Repas fantastique.
Pour plus de détails, voir Fiche technique et Distribution.
Le Repas fantastique est un film français de Georges Méliès, sorti en 1900, d'une durée d'une minute et demie.

## Synopsis
Un homme et deux femmes s'apprêtent à dîner. Au moment de s'asseoir, leurs chaises disparaissent pour réapparaître sur la table : ils tombent par terre. Une grosse soupière apparaît ensuite sur la table ; l'homme en sort une botte, qu'il donne à sa bonne, puis une autre. La bonne enlève la soupière, l'homme jette la botte. La bonne apporte ensuite le repas, un poulet rôti, mais la table soudain grandit jusqu'à atteindre le plafond. Elle reprend ensuite une taille normale puis disparaît pour réapparaître au fond de la salle. Le manège se poursuit jusqu'à ce qu'un spectre fasse son apparition, que l'homme frappe, provoquant sa disparition. Le spectre de transforme en caisse de dynamite qui explose. Le corps démembré de l'homme se met à danser.

## Fiche technique
- Titre : Le Repas fantastique
- Réalisation : Georges Méliès
- Production : Star Film
- Genre : comédie, Film d'horreur, Film à trucs
- Format : 35 mm à double rangée de perforations Edison, noir et blanc, muet
- Durée : 1 minute et 31 secondes

## Distribution
- L'Homme : Georges Méliès

## Autour du film
- L'année suivante, le thème du film sera repris par Ferdinand Zecca, chez Pathé Frères, dans le film Repas infernal.